# Lijst van bekende dieren
Dit is een alfabetische lijst van bekende dieren. Het gaat om individuele dieren die echt geleefd hebben, al is dat in sommige gevallen niet zeker, bijvoorbeeld bij de 13e-eeuwse windhond Guinefort van Bourgondië. De lijst omvat zowel dieren die een rol spelen, bijvoorbeeld in devotie of in films, als dieren die bekend zijn geworden door bijzonderheden in hun levensgeschiedenis.
Onder het kopje Zie ook staan verwijzingen naar verwante artikelen, onder andere over fictieve dieren. Bekende niet-bestaande soorten zijn te vinden in het artikel Mythisch wezen.
- Abul-Abbas (overleden 810) - een witte Indische olifant die in 797 door Haroen ar-Rashid werd geschonken aan Karel de Grote
- Adwaitya (1750-2006) - de oudste schildpad en zelfs het oudst bekende gewervelde dier ooit
- Alex (1976-2007) - een buitengewoon intelligente grijze roodstaartpapegaai die zelfs de betekenis achter zijn woorden leek te snappen
- Albert II - een resusaap, de eerste primaat in de ruimte (1949)
- Amerigo - het paard van Sinterklaas in Nederland tot 2019
- Bart the Bear (1977-2000) - de bruine beer die in veertien speelfilms acteerde, waaronder The Clan of the Cave Bear en L'ours van Jean-Jacques Annaud
- Black Bess - het paard van Engelse struikrover en misdadiger  Dick Turpin (1705-1739)
- Blondi - de herdershond van Adolf Hitler
- Bokito - de gorilla die op 18 mei 2007 ontsnapte uit zijn verblijf in Diergaarde Blijdorp in Rotterdam.
- Bonfire - Nederlands meest succesvolle dressuurpaard met Anky van Grunsven
- Bonzo - de Chimpansee die met Ronald Reagan in de film Bedtime for Bonzo speelde
- Bubbles - en chimpansee die door Michael Jackson naar veel openbare optredens werd meegenomen
- Bucephalus - het paard van Alexander de Grote
- Cheeta - de chimpansee die onder deze naam meespeelde in Tarzan-films
- Checkers - de hond van Richard Nixon, die beschuldigingen van fraude in 1952 omzeilde met de bewering dat hij met het geld deze hond voor zijn kinderen had gekocht
- Clara - de neushoorn die tussen 1741 en 1758 werd tentoongesteld in Europa.
- Clarence - de scheelziende leeuw uit de film Clarence The Cross Eyed Lion en de televisieserie Daktari
- Commissaris Rex - de hond die de hoofdrol speelde in een Oostenrijkse politieserie
- Dolly - het eerste gekloonde schaap, nu opgezet te zien in het National Museum of Scotland in Edinburgh
- Dominomus - de huismus, die in 2005 in Leeuwarden werd doodgeschoten, toen hij dreigde een wereldrecordpoging vallende dominostenen te verstoren
- Dutchy - de bultrug die in 2007 werd gezien voor de kusten van onder meer Nederland, Ierland en Noorwegen en weer in 2023 bij de Noorse stad Tromsø
- Fala - de Schotse terriër van president Franklin Delano Roosevelt
- Fiona - ‘’de eenzame ooi’’, die geïsoleerd ten minste twee jaar in een grot leefde onderaan een steile klif aan de oostkust van Schotland en in 2023 werd opgetakeld en gered[1]
- Freya - de walrus die in 2021 langdurig in de Nederlandse Waddenzee verbleef, onder meer in de haven van Den Helder even uitrustte op de onderzeeër Zr. Ms. Dolfijn van de zogenoemde Walrusklasse, en in augustus 2022 in de haven van Oslo om veiligheidsredenen werd afgeschoten
- Flipper - de dolfijn uit de gelijknamige televisieserie
- Gee Geronimo - een tijgerslak uit  Sierra Leone, de grootste landslak ooit
- George - de laatste van een Hawaiiaanse boomslakkensoort
- Giraffe van De' Medici - giraffe van Lorenzo I de Medici
- Greyfriars Bobby - de Schotse terriër die in de 19e eeuw veertien jaar lang het graf van zijn baasje bewaakte
- Guinefort van Bourgondië - een als heilige vereerde windhond uit de 13e eeuw
- Gus, de keizerspinguïn die in 2024 na een zwemtocht van 3500 km van Antarctica naar Australië aan land kwam bij het plaatsje Denmark, in het zuidwesten van Australië[2]
- Gust - de gorilla die een icoon van de Antwerpse dierentuin werd
- Hachiko - de Japanse hond die bij het station tot zijn dood op de terugkeer van zijn overleden baasje bleef wachten. Er is ook een film van deze hond gemaakt.
- Ham - de eerste chimpansee in de ruimte (1961)
- Hannes - de uit Duitsland ontsnapte zeehond, die werd ontvoerd uit de zeehondencrèche Pieterburen
- Herman - de eerste genetisch gemanipuleerde stier ter wereld
- Hond van Pavlov - de hond(en), waar wetenschapper Ivan Pavlov zijn conditioneringstheorie mee bewees
- Humphrey - de officiële huiskat 1988-2006, met de titel Chief Mouser to the Cabinet Office, van 10 Downing Street, de ambtswoning van de Britse premier
- Incitatus - het favoriete paard van de Romeinse keizer Caligula, waarvan geschiedschrijvers beweerden dat hij het dier zelfs tot consul wilde benoemen
- Jacko - de Beursgorilla uit Artis
- Jeremy - een linkse segrijnslak
- Jumbo - een legendarische 19e-eeuwse circusolifant
- Kai-Mook - het olifantje dat in 2009 in de Antwerpse dierentuin werd geboren en een publieksattractie werd
- Keiko - de orka uit de speelfilm Free Willy
- Kluger Hans (paard) - het paard waarvan werd beweerd dat het kon rekenen
- Knut - de jonge ijsbeer, met de hand grootgebracht door de verzorgers, uit de Zoologischer Garten Berlin die in 2007 een protestgolf veroorzaakte toen dierenbeschermers hem wilden laten inslapen
- Laika - de eerste hond in de ruimte (1957)
- Lassie - de collie die de hoofdrol speelde in de gelijknamige televisieserie
- Larry - de officiële huiskat sinds 2011, met de titel Chief Mouser to the Cabinet Office, van 10 Downing Street, de ambtswoning van de Britse premier
- Leo the Lion - de leeuw die het logo van filmmaatschappij MGM vormde en met zijn gebrul de herkenningsmelodie ten gehore bracht
- Lonesome George - 'Eenzame George', 'de laatst bekende pinta-eilandschildpad, die meer dan een eeuw oud werd
- Magawa - een hamsterrat, die was gespecialiseerd in het opsporen van mijnen
- Martha - de laatste Amerikaanse trekduif, die op 1 september 1914 stierf in de Cincinnati Zoo and Botanical Garden
- Mickey - een muis met weefsel in de vorm van een menselijk oor op zijn rug, door een wetenschappelijk experiment in 1995
- Migaloo - een albino bultrug, mogelijk uniek in de wereld
- Mike, de kip zonder kop - Amerikaanse wyandottehaan, die van 1945 tot 1947 anderhalf jaar zonder kop leefde en met een pipet werd gevoed
- Ming de Noordkromp - deze noordkromp (een weekdier) werd 507 jaar oud en is het oudst bekende dier
- Mister Ed - het pratende paard in de gelijknamige televisieserie.
- Mocha Dick - een albino potvis uit de 19e eeuw die onder andere de inspiratiebron was voor Moby-Dick.
- Moose - de Jackrussellterriër die als "Eddie" meespeelt in de televisieserie Frasier.
- Naya - de eerste wilde wolf in Vlaanderen sinds het uitsterven van de wolvenpopulatie een eeuw eerder.
- Oscar - de kat die in een bejaardentehuis op het bed sprong van mensen die spoedig zouden overlijden. Mogelijk rook het dier dit.
- Ozosnel - het paard van Sinterklaas in Nederland sinds 2019.
- Paul de Octopus - de octopus die in 2010 de uitslagen van de finalewedstrijden van het wereldkampioenschap voetbal 2010 telkens correct aangaf.
- Pelorus Jack - de dolfijn die tussen 1888 en 1912 schepen door gevaarlijke wateren rond Nieuw-Zeeland loodste.
- Ratón - een beruchte, zeer agressieve Spaanse vechtstier
- Rhinocerus - de neushoorn die in veel Europese landen tentoongesteld werd en Albrecht Dürer inspireerde tot zijn bekende gravure
- Rin Tin Tin (Rinty) - de hond die in veel films de hoofdrol speelde tijdens het interbellum
- Rufus - de buizerd die als vogelverjager werkt op Wimbledon
- Sam - de koala die werd gered uit de bosbranden die in februari 2009 in de Australische staat Victoria woedden
- Serge - de circuslama die in 2013 door vijf dronken jongeren mee op stap werd genomen en een internetmeme werd
- De Seend - het jonge eendje, dat de hoofdrol speelt in de gelijknamige televisieserie
- Siete Leguas - Het favoriete paard van de Mexicaanse revolutionair Pancho Villa
- Skippy - de kangoeroe uit de gelijknamige televisieserie
- Slecht Weer Vandaag - het paard van Sinterklaas in Vlaanderen
- Sneeuwvlokje - gorilla in de dierentuin van Barcelona, voor zover bekend de enige albinogorilla ter wereld
- Snoetje en Pluisje - de poezen van Geert Wilders, die een eigen Twitteraccount hebben
- Socks (1989-2009) - de kat van de familie Clinton
- Tinkerbell - de chihuahua van Paris Hilton.
- Tisha - de hamster van Nobelprijswinnaar en Ig Nobelprijswinnaar Andre Geim, die als H.A.M.S. ter Tisha door Geim werd opgevoerd als medeauteur van een wetenschappelijk artikel.[3]
- Topsy - de circusolifant die in 1903 ter dood werd veroordeeld en publiekelijk werd geëlektrocuteerd
- Tu'i Malila (1777-1965) - de op een na oudste schildpad ooit
- Walter - de beo die Mark Uytterhoeven assisteerde tijdens de presentatie van zijn televisieprogramma Morgen Maandag
- Zarafa - giraffe van koning Karel X van Frankrijk